# Vačkažec
Vačkažec je název pro sopku a sopečné pohoří na jihu Kamčatského poloostrova na východě Ruska, zhruba 80 km od města Petropavlovsk-Kamčatskij. Nejvyšší bod dosahuje výšky 1 556 m nad mořem a jedná se přírodní památku.
Starověká sopka Vačkažec byla dávnou a silnou erupcí rozdělena do tří částí: Letnyaya Poperechnaya (1 417 m), Vačkažec (1 500 m) a samotné Vačkažec (1 556 m). V oblasti Letnaya Poperechnaya se dochovaly dva velké ledovcové kary, jež jsou pravděpodobně zbytky kráteru jediné velké sopky.
Lokalita je v létě vhodná pro pěší turistiku, pozorování ptáků a rostlin. V zimě naopak nastávají příznivé podmínky pro lyžařskou turistiku (někdy i v létě). Základní tábor se nachází v údolí na břehu jednoho z jezer mezi Letnyaya Poperechnaya a Vačkažecou v nadmořské výšce 450 m.